# 圣皮埃尔德拉法日
圣皮埃尔德拉法日（法語：Saint-Pierre-de-la-Fage，法語發音：[sɛ̃ pjɛʁ də la faʒ]）是法国埃罗省的一个市镇，位于该省北部，属于洛代沃区。

## 地理
圣皮埃尔德拉法日（43°47'35"N, 3°25'33"E）面积18.6 平方千米，位于法国奧克西塔尼大區埃罗省，该省份为法国南部沿海省份，南濒地中海，西南接奥德省，西北接塔恩省和阿韦龙省，东北与加尔省接壤。
与圣皮埃尔德拉法日接壤的市镇（或旧市镇、城区）包括：圣埃蒂安德古尔加、圣米歇尔、圣普里瓦、拉瓦克里和圣马丹德卡斯特里。

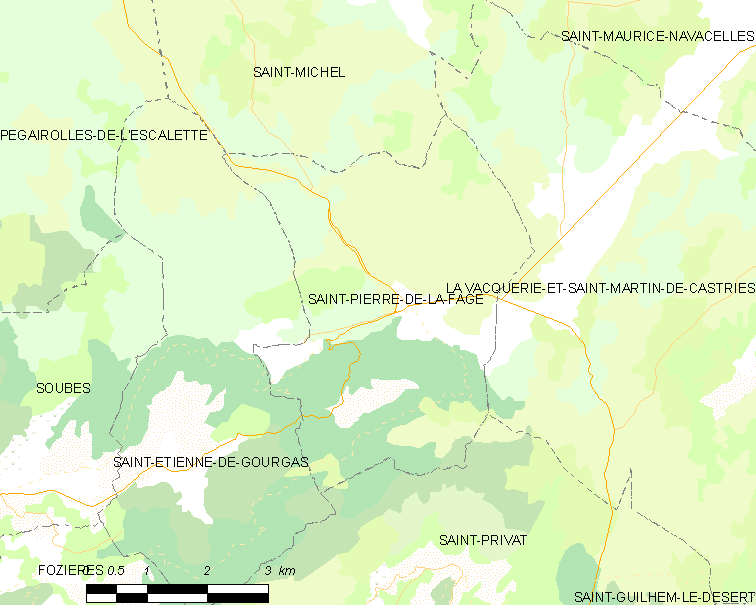
圣皮埃尔德拉法日的OSM定位图

圣皮埃尔德拉法日的时区为UTC+01:00、UTC+02:00（夏令时）。

## 行政
圣皮埃尔德拉法日的邮政编码为34520，INSEE市镇编码为34283。

## 政治
圣皮埃尔德拉法日所属的省级选区为洛代沃县。

## 人口

1962-2008年间圣皮埃尔德拉法日人口变化图示

圣皮埃尔德拉法日于2022年1月1日时的人口数量为123人。